# Ratpenat nasofoliat de les Riu-Kiu
El ratpenat nasofoliat de les Riu-Kiu (Hipposideros turpis) és una espècie de ratpenat de la família dels hiposidèrids. Viu al Japó, Tailàndia i el Vietnam. El seu hàbitat natural de dia solen descansar en coves, sovint en grans colònies de fins a 1.000 individus, i a la nit s'alimenta al bosc dels voltants. No hi ha cap amenaça significativa per a la supervivència d'aquesta espècie, tot i que està afectada per la pèrdua d'hàbitat i la pertorbació humana.